# Alberth Papilaya
Alberth Papilaya (* 15. September 1967 in Tobelo, Halmahera; † 18. April 2021 in Ternate) war ein indonesischer Boxer.

## Werdegang
Alberth Papilaya, der als Polizeikommissar arbeitete, nahm an den Olympischen Sommerspielen 1992 in Barcelona teil. Im Mittelgewichtturnier wurde Papilaya Fünfter. Des Weiteren gewann er insgesamt sieben Goldmedaillen bei Südostasienspielen.